# Cat People (Putting Out Fire)
Cat People (Putting Out Fire) è un brano musicale scritto da David Bowie e Giorgio Moroder per la colonna sonora del film Il bacio della pantera del 1982. Una seconda versione registrata nuovamente della traccia apparve sull'album di Bowie Let's Dance nel 1983.

## Il brano

### Origine e storia
Nel 1981 il regista Paul Schrader chiese a Bowie di scrivere un tema musicale per un suo progetto cinematografico, progetto per cui Moroder aveva già scritto la maggior parte delle musiche. Bowie allora decise di scrivere un testo da adattare a una delle musiche scritte dal produttore.
La canzone stessa, in sintonia con l'atmosfera "dark" del film, possiede qualche lieve influenza goth rock, con Bowie che canta in un tono di voce molto basso da baritono controbilanciato da un coro di voci femminili.

### Pubblicazione
A causa degli obblighi contrattuali di Moroder, il singolo venne pubblicato dalla MCA Records. Il B-side del singolo è un brano strumentale opera del solo Moroder senza alcun contributo da parte di Bowie. La versione integrale apparve sull'album della colonna sonora del film e nella versione 12" del singolo, mentre per il 45 giri venne approntata una versione accorciata della durata di 4:08. Il singolo raggiunse la posizione numero 26 in Gran Bretagna e la numero 67 in America, miglior risultato per Bowie sin da Golden Years del 1975. La canzone balzò in vetta alla classifica in Nuova Zelanda, rimanendovi per tre settimane, e anche in Svezia (quattro settimane al numero 1) e Norvegia (sette settimane al numero 1) e in ottava posizione in Svizzera.
Il singolo fu pubblicato in tre differenti occasioni dalla MCA. La prima volta con Cat People come lato A poi ancora due mesi dopo con Paul's Theme come A-side e infine nel novembre 1982 nuovamente con Cat People come brano principale. Il compositore ungherese  Sylvester Levay contribuì all'orchestrazione di questa versione.
Nel 1983 Bowie riregistrò il brano per il suo album Let's Dance. Questa versione venne pubblicata anche come B-side del singolo Let's Dance ed eseguita nel corso del Serious Moonlight Tour. Bowie avrebbe voluto inserire la versione originale della canzone nel suo disco, ma la MCA Records si rifiutò di concedergli i diritti poiché Moroder era sotto contratto con loro all'epoca e non volevano che la EMI America, un'etichetta discografica concorrente, utilizzasse una delle canzoni di loro proprietà in altri progetti.
Nel 2009 il brano è stato inserito nella colonna sonora di Bastardi senza gloria di Quentin Tarantino.
Nel 2010 Sharleen Spiteri registrò una nuova versione della canzone che venne inclusa nel suo album The Movie Songbook.
Nel 2017 il brano è stato inserito nella colonna sonora di Atomica bionda di David Leitch.

## Tracce singolo
7" - MCA / MCA 770 (UK)
1. Cat People (Putting Out Fire) (Bowie, Moroder) – 4:08
2. Paul's Theme (Jogging Chase) (Moroder) – 3:51

12" - MCA / MCAT 770 (UK)
1. Cat People (Putting Out Fire) (Bowie, Moroder)  – 6:41
2. Paul's Theme (Jogging Chase) (Moroder) – 3:51

12" - MCA / DS 12087 (Australia)
1. Cat People (Putting Out Fire) (Bowie, Moroder)  – 4:08
2. Cat People (Putting Out Fire) (Bowie, Moroder)  – 9:20

## Classifica
| Classifica (1982)              | Posizione |
| ------------------------------ | --------- |
| Australian Singles Chart       | 15        |
| Irish Singles Chart            | 17        |
| New Zealand Singles Chart      | 1         |
| Norwegian Singles Chart        | 1         |
| Swedish Singles Chart          | 1         |
| Swiss Singles Chart            | 8         |
| Official Singles Chart         | 26        |
| US Billboard Pop Singles       | 67        |
| US Billboard Club Play Singles | 14        |
| US Billboard Mainstream Rock   | 9         |

## Formazione
- David Bowie: voce
- Giorgio Moroder: sintetizzatore
- Stevie Ray Vaughan: chitarra elettrica

## Cover
- Big Electric Cat - Goth Oddity: A Tribute to David Bowie (1999)
- Cruciform - Goth Oddity 2000: A Tribute to David Bowie (2000)
- Terror Pop - Registrazione dal vivo
- Tina Turner
- Gosling per la colonna sonora del film Underworld: Evolution
- Danzig - The Lost Tracks of Danzig (2007)
- Krust con voce di Leonie Laws da Breakbeat Era - per la colonna sonora di Long Time Dead
- Nick Douglas - Hero: The Main Man Records Tribute to David Bowie (2007)
- The Perfect Kiss - Hollywood, mon amour (2008) feat. Dea Li
- Sharleen Spiteri - The Movie Songbook (2010)